# Статус епилептикус
Статус епилептикус, према дефиницији СЗО, јесте „појава три или више епилептичних напада у току 30 минута, без успостављања свесног стања између напада“. У случају да траје дуже, овакво стање проузрокује тешка и неповратна оштећења можданог ткива.

## Терапија
За терапију статуса епилептикуса најчешће се користе диазепам, фенитоин и лоразепам, као и фенобарбитон-натријум.

### Диазепам
Диазепам код највећег броја пацијента зауставља напад, али се мора апликовати интравенски да би дао резултата. У одраслих особа, дозе могу бити од 20 до 30 mg. Ове дозе понекад могу да проузрокују депресију дисања као нежељени ефекат.

### Фенитоин и лоразепам
Комбинација фенитоина и лоразепама је чест избор у терапији епилептичког статуса. Фенитоин треба да се примени у дози од 15 mg/kg, спром интравенском инфузијом. Доза за лоразепам је 0,1 mg/kg. Дејство лоразепама је скоро тренутно, док фенитоин има продужени ефекат. Фенитоин се може инфундовати са соним раствором, а не раствором глукозе, јер га она брзо преципитира.

### Фенобарбитон-натријум
у случају да терапија фенитоином није дала ефекта, приступа се инфузији фенобарбитон-натријума. Дозе могу да варирају — 100-200-400, чак и до 800 mg. По правилу, ове дозе код болесника изазивају барбитурну кому, у којој је изражена депресија дисања.
Ако, пак, ниједна од ових мера не помогне, пацијент се доводи у стање опште анестезије, да би се избегло теже оштећење мозга за време епилептичког статуса.